# 다치아라이역
다카타역(일본어: 太刀洗駅)은 일본 후쿠오카현 아사쿠라군 지쿠젠정에 위치한 아마기 철도 아마기 선의 역이다.
본 역은 미이군 다치아라이정이 아닌 아사쿠라 군 지쿠젠 정에 위치한다. 또한, 근접한 정명은 "大"의 아라이 정이다, 역명의 "太" 아라이와 표기가 다르다.
다치아라이라는 이름은 엔분(延文) 4년/쇼헤이(正平) 14년(1359년) 8월 6일에 남조의 정서장군 가네요시 친왕과 기쿠치 다케미쓰, 북조의 쇼니 요리히사 이들 두 세력이 충돌한 지쿠고 강 전투(오호바루 전투)에서 상처를 입은 기쿠치 다케미쓰가 칼에 묻은 피를 이 강에서 씻었다는 데에서 유래하였다고 한다.

## 역사
- 1939년 4월 28일: 국철 아마기 선의 기야마 ~ 아마기 역간 개통으로 영업 개시.
- 1971년 2월 10일: 무인화.
- 1984년 9월 19일: 화물 취급 폐지.
- 1986년 4월 1일: 아마기 철도로 전환.

## 역 구조
섬식 승강장 1면 2선의 지상역으로 무인역이며, 승강장은 구내 건널목을 통해서 출입한다. 이전에는 옛 일본 육군의 다치아라이 비행장이 있고 많은 측선이나 지하 통로가 역 구내에 존재했다. 출입구에 슬로프가 없어 휠체어로 이용하는 경우에는 시중이 필요하다. 아마기 철도는 단선이므로 다치아라이 역은 상,하행 열차의 이합 장소 중 하나이다.
제3섹터화되었을 때는 교환 설비가 없었지만, 2003년에 부활했다.

## 역 주변
지쿠젠 정의 남단부에 위치한다. 역의 바로 남쪽에 국도 제500호선이 지나가고 약 2km 남쪽(아사쿠라시)에는 오이타 자동차도가 지난다.
- 기린 맥주 후쿠오카 공장
- 지쿠젠 정립 다치아라이 평화 기념관 - 구 국철 역사를 이용한 구관은 2008년 12월에 폐관되었고, 역전에 신관이 2009년 10월 3일에 개관함.
- 다치아라이 레트로 스테이션 - 구 국철역과 구 지쿠젠 정립 다치아라이 평화 기념관을 이용하여 2009년 10월 3일 개관.
- 다치아라이 육군 비행장 거리
- 미와미나미 공원
- 제일 정공 후쿠오카 사업소 다치아라이 공장
- 로손 아사쿠라 미와점
- 오케이 식품 공업 다치아라이 공장
- 서일본 시티 은행 다치아라이 ATM(일반 이용 가능)

## 사진

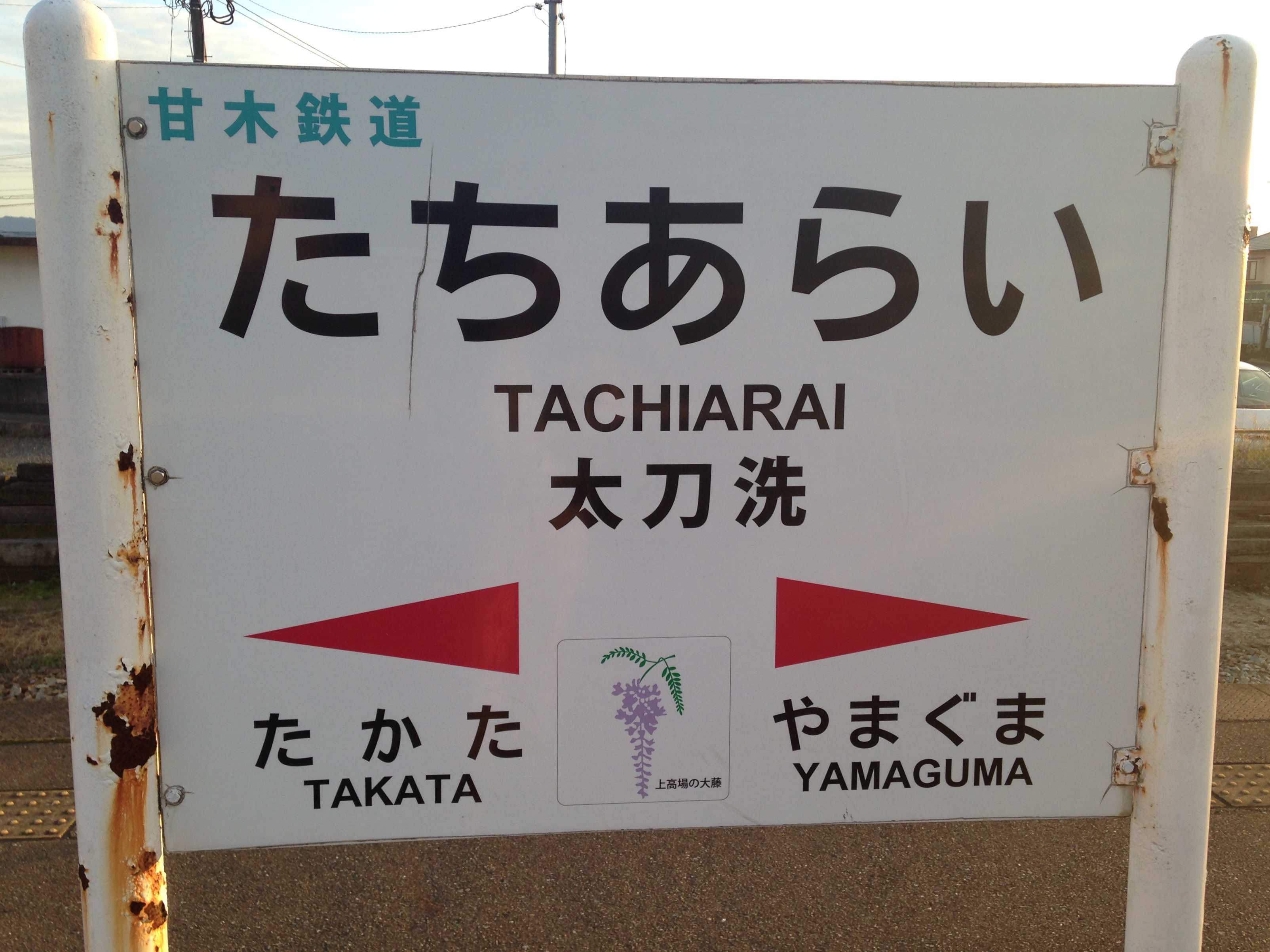
역명판
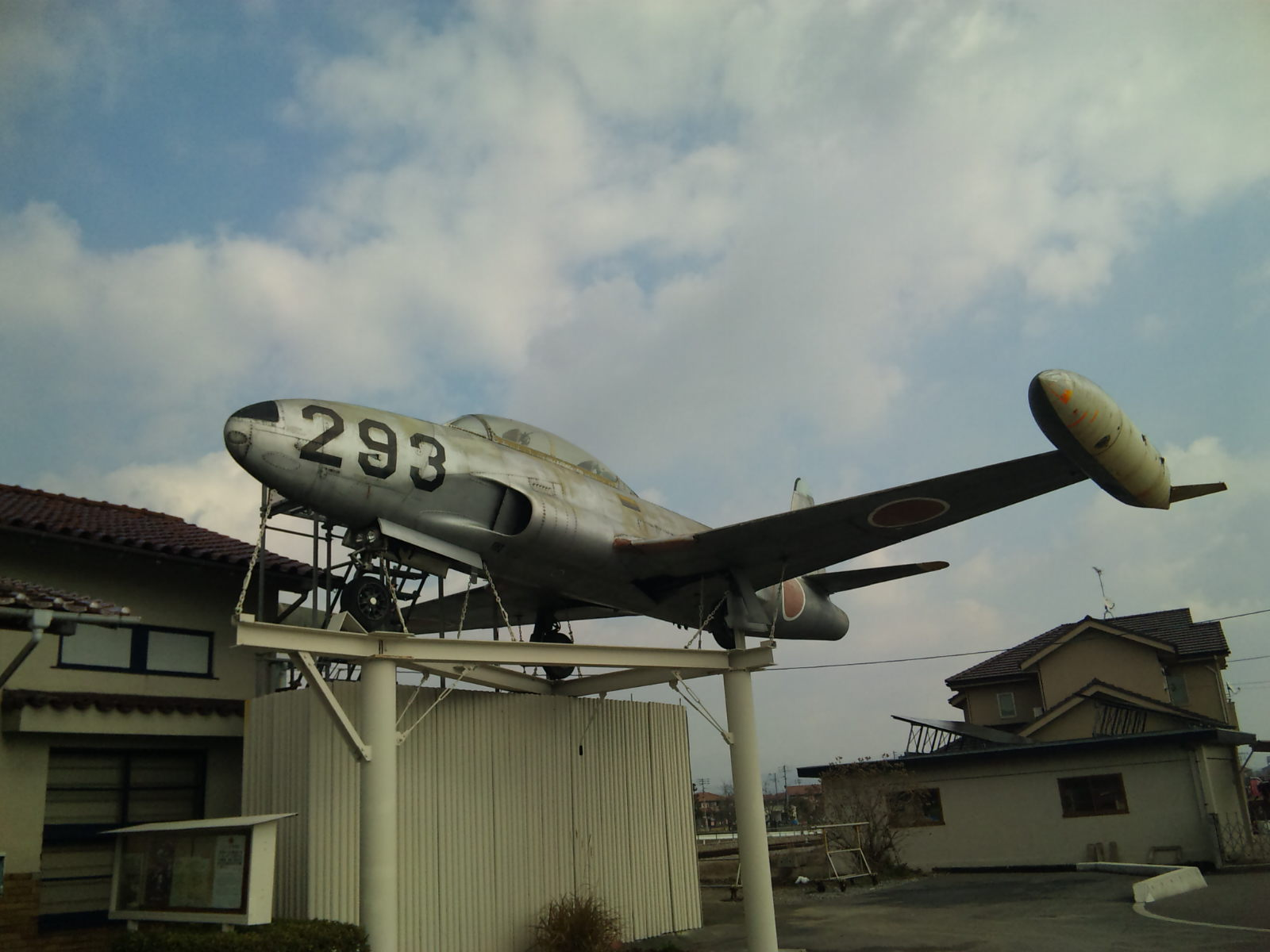
본 역에서 전시되고 있는 항공 자위대의 T-33 전투기

## 인접역
| 아마기 철도 ■ 아마기 선 | 아마기 철도 ■ 아마기 선 | 아마기 철도 ■ 아마기 선 |
| ----------------------- | ----------------------- | ----------------------- |
| 야마구마 기야마 방면    |                         | 다카타 아마기 방면      |